# Balagny-sur-Thérain
 Balagny-sur-Thérain  es una población y comuna francesa, en la región de Picardía, departamento de Oise, en el distrito de Senlis y cantón de Neuilly-en-Thelle.

## Demografía
| 1286 | 1332 | 1393 | 1299 | 1487 | 1418 |
| Para los censos de 1962 a 1999 la población legal corresponde a la población sin duplicidades (Fuente: INSEE [Consultar]) |      |      |      |      |      |

## Personajes relacionados
- André Masson, pintor.